# كهك
كهك (إيران) (بالفارسية: کهک) هي منطقة سكنية تقع في إيران في Kahak District. يقدر عدد سكانها بـ 2,766 نسمة .